# McMinnville (Tennessee)
McMinnville és una població dels Estats Units a l'estat de Tennessee. Segons el cens del 2000 tenia 12.749 habitants.

## Demografia
Segons el cens del 2000, McMinnville tenia 12.749 habitants, 5.419 habitatges, i 3.332 famílies. La densitat de població era de 491,7 habitants/km².
Dels 5.419 habitatges en un 28,6% hi vivien nens de menys de 18 anys, en un 42,6% hi vivien parelles casades, en un 14,8% dones solteres, i en un 38,5% no eren unitats familiars. En el 33,9% dels habitatges hi vivien persones soles el 15,4% de les quals corresponia a persones de 65 anys o més que vivien soles. El nombre mitjà de persones vivint en cada habitatge era de 2,26 i el nombre mitjà de persones que vivien en cada família era de 2,86.
Per edats la població es repartia de la següent manera: un 23,5% tenia menys de 18 anys, un 10,1% entre 18 i 24, un 27,9% entre 25 i 44, un 20,6% de 45 a 60 i un 18% 65 anys o més.
L'edat mediana era de 36 anys. Per cada 100 dones de 18 o més anys hi havia 84 homes.
La renda mediana per habitatge era de 23.810$ i la renda mediana per família de 32.759$. Els homes tenien una renda mediana de 28.474$ mentre que les dones 20.693$. La renda per capita de la població era de 15.074$. Entorn del 21% de les famílies i el 24,6% de la població estaven per davall del llindar de pobresa.

## Poblacions més properes
El següent diagrama mostra les poblacions més properes.